# 高井町
高井町（たかいまち）は、群馬県前橋市の地名。丁目表示のない高井町はなく、高井町一丁目だけが住所表記される。郵便番号は371-0857。2013年現在の面積は0.46km2。

## 地理
前橋市の西部、利根川右岸西方、八幡川台地に位置する。

## 歴史
1976年に総社町総社、総社町高井、総社町植野の各一部が合併して成立した。

### 年表
- 1976年 総社町総社、総社町高井、総社町植野の各一部が合併して成立する。

## 世帯数と人口
2017年（平成29年）8月31日現在の世帯数と人口は以下の通りである。
| 丁目         | 世帯数  | 人口    |
| ------------ | ------- | ------- |
| 高井町一丁目 | 548世帯 | 1,208人 |

## 小・中学校の学区
市立小・中学校に通う場合、学区は以下の通りとなる。
| 番地 | 小学校             | 中学校             |
| ---- | ------------------ | ------------------ |
| 一部 | 前橋市立総社小学校 | 前橋市立第六中学校 |
| 一部 | 前橋市立勝山小学校 | 前橋市立第六中学校 |

## 交通

### 鉄道
最寄りの駅はJR群馬総社駅（総社町植野）。

### 道路
国道は通っていらず、県道は群馬県道161号南新井前橋線、群馬県道6号前橋箕郷線、産業道路が通っている。

## 施設
- 総社町5号公園